# Peter Pietras
Peter Paul Pietras (Trenton, 1908. április 21. – New Jersey, 1993. április) egykori amerikai válogatott labdarúgó.